# Okezie Ebenezer
Okezie Prince Ebenezer (ur. 28 lutego 2001) – nigeryjski piłkarz występujący na pozycji lewego obrońcy w mołdawskim klubie Zimbru Kiszyniów.